# 안경토끼왈라비
안경토끼왈라비(Lagorchestes conspicillatus)는 캥거루과에 속하는 유대류의 일종이다. 오스트레일리아와 뉴기니섬에서 발견된다. 오스트레일리아에서, 작은 국지 개체군이 배로우섬에서 발견되지만, 감소 추세에도 불구하고 본토 북부 지역에 널리 분포한다.

## 특징
토끼왈라비속에 포함되는 2종의 토끼왈라비 중의 한 종으로 캥거루과의 작은 유대류이다. 오스트레일리아 북부 지역을 가로질러 열대 기후 지역의 터석 초원 또는 스피니펙스속 풀 서식지에서 발견된다. 퀸즐랜드주부터 웨스턴오스트레일리아주까지 지역에서 발견할 수 있다. 1997년 파푸아뉴기니 남서쪽 사바나 지역에서 발견되었다. 무리를 짓지 않고 홀로 생활하며, 야행성 동물이고 초식동물이다. 근연종들보다 비교적 크다. 털은 회색빛 갈색을 띠며 털 끝단은 황금색이고, 통용명처럼 눈 둘레에 안경 모양의 오렌지색 고리가 있다. 질기고 튼튼한 식물 속에 보금자리를 만든다. 흩어질 때는 지그재그 모양으로 깡충 뛰어 도망간다. 연중 때를 가리지 않고 한 마리의 새끼를 낳으며, 태어난 지 약 1년이 지나면 성적으로 성숙해진다.

## 분류

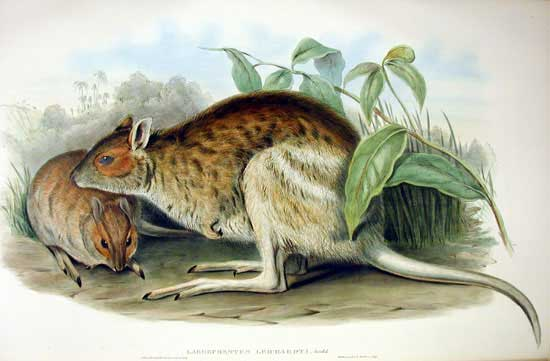
오스트레일리아 포유류(Mammals of Australia) 권2의 그림 57.

이 토끼왈라비는 굴드(John Gould)가 Lagorchestes conspicillata라는 학명으로 처음 기술했고, 오스트레일리아 포유류(The Mammals of Australia) 권2에 도판 59라는 그림을 포함하여 수록했다. 같은 책 도판 58에는 Lagorchestes leichardti를 별도의 종으로 기술했다. 이 종은 현재, 안경토끼왈라비의 아종으로 간주한다.

### 아종
- L. c. conspicillatus
- L. c. leichardti

## 상태
2008년 국제 자연 보전 연맹(IUCN)은 IUCN 적색 목록에서 이 종을 관심대상종(LC, least concern species)으로 평가했다. 아종 L. conspicillatus conspicillatus은 바로우섬에 제한적으로 분포하지만, 한때는 몬테벨로 제도 전역에서 발견되었다. 도입된 포식 동물과 섬 개발때문에 멸종 취약종 상태가 되어가고 있다. 대륙 본토의 아종 L. conspicillatus leichardti은 한때 취약근접종(NT, near-threatened species) 상태로 간주했다. 토지 개간 등의 서식지 감소때문에 개체수가 크게 감소하고 있다. 북부 분포 지역의 건조 지대에서 이 종이 사라지는 것에 대한 관심도 존재한다. 이전 서식지에 재도입이 제안되었고, 이어서 관련 프로젝트 "웨스턴 실드"(Western Shield)가 시작되었다.

## 화석 기록
퀸즐랜드 주에서 11,000년 전의 충적세 초기 안경토끼왈라비 화석이 발견되었다.